# ルーカスの初恋メモリー
『ルーカスの初恋メモリー』（原題：Lucas）は、1986年にアメリカ合衆国で制作された青春映画。
コリー・ハイムやケリー・グリーン、チャーリー・シーンといった、当時人気の若手俳優が多数出演している。また、後に人気女優となるウィノナ・ライダーのスクリーンデビュー作である。

## ストーリー
イリノイ州の高校に通うルーカスは、身体が小さく貧弱で昆虫採集が趣味の冴えない少年。だが一方で、14歳ながら飛び級で進学を果たすほどの秀才でもあった。そんな彼がある日、2歳年上の転校生マギーに一目惚れしてしまう。次第にかけがえのない友人として親しくなっていく二人だったが、新学期に入るとマギーはアメリカンフットボール部のキャプテン、キャピーと心惹かれあっていく。それを知ったルーカスは、無謀にも自分もフットボール部への入部を決意する。しかし、当然そんな挑戦が上手くいくはずはなく、ルーカスは大事な試合で負傷してしまい、そのせいでチームは敗北してしまう。無残に失敗してしまったルーカスだったが、チームメイトは彼の勇気を称え、彼を自分たちの仲間として迎え入れる。こうしてルーカスの新たな生活が始まったのであった。

## キャスト
※括弧内はテレビ放送時の日本語吹き替えでDVD（約91分）に収録されている。また、WOWOWでカット部分を同キャストで追加録音したものが放送されたこともある。
- ルーカス - コリー・ハイム（田中真弓）
- マギー - ケリー・グリーン（玉川砂記子）
- キャピー - チャーリー・シーン（塩沢兼人）
- アリス - コートニー・ソーン＝スミス（高乃麗）
- リナ - ウィノナ・ライダー（渕崎ゆり子）
- ブルーノ - トーマス・E・ホッジス（大塚芳忠）
- コーチ - ガイ・ボイド（英語版）（池田勝）
- スパイク - ジェレミー・ピヴェン